# Гептахлор
Гептахло́р — хлорорганическое соединение, из группы полихлорциклодиенов (группа препаратов, которая после внесения в почву сравнительно быстро окисляется), высокотоксичный несистемный инсектицид контактного действия, весьма стоек к разрушению, относится к так называемой «грязной дюжине».

## Физико-химические свойства
Чистый гептахлор представляет собой белый кристаллический порошок, с температурой плавления — 95-96° С, плохо растворимый в воде, хорошо в большинстве органических растворителях — бензоле, толуоле, ксилолах, гексане, керосине, ацетоне, циклогексаноне и галогенуглеводородах, слабо растворим в спирте (4,5 г/100 мл), имеет слабый запах камфоры, давление паров составляет 4·10−4 мм рт. ст. при 25° С. Технический гептахлор — мягкое воскообразное вещество рыжевато-коричневого цвета, с температурой плавления от 46° до 74° С, и содержит 65 — 72 % основного вещества. В качестве примесей в техническом препарате могут быть хлориндан, нонахлор, октахлор и другие инсектициды. Давление паров 3·10−4 мм рт. ст. при 25° С. Из примесей наибольшее значение имеет высокотоксичный и летучий гексахлорциклопентадиен.
Гептахлор остаётся стабильным при температурах до 150—160° С, а также устойчив к воздействию света, атмосферной влаги, щелочей и кислот. Он не подвержен быстрому дехлорированию, но поддаётся эпоксидированию. Гептахлор химически более инертен, чем хлордан. Специфичной реакцией гептахлора является отщепление от его молекулы одного атома хлора при действии нитрата серебра в 80%-ной уксусной кислоте; ни ДДТ, ни токсафен при нагревании с нитратом серебра в уксусной кислоте не отщепляют атомов хлора, октахлор в этих условиях отщепляет два атома хлора. При нагревании с диэтаноламином и KОН в метаноле гептахлор подобно хлордану образует окрашенный продукт; эта реакция применяется для определения гептахлора в биологических средах. Аналогичная реакция проходит в бутилцеллозольве при нагревании с KОН и этаноламином. Стойко сохраняется в почве: через год обнаруживается ещё 45 %, через 3 года 10 % внесенного гептахлора. Продукты растениеводства загрязняются гептахлором как при наземной обработке, так и при миграции его из почвы.

## История
Гептахлор был впервые зарегистрирован в целях применения в качестве инсектицида в Соединенных Штатах Америки в 1952 году. Его коммерческое производство было начато в 1953 году.

## Получение
Гептахлор получают заместительным хлорированием хлордена. Реакция протекает при сравнительно невысокой температуре в присутствии катализаторов (инфузорная земля, силикагели и другие подобные вещества). Процесс проводят при 0-5° С в растворе тетрахлорметана или бензола. По окончании хлорирования растворитель отгоняют.
С хорошим выходом гептахлор получается хлорированием хлордена сульфурилхлоридом, а также действием тионилхлорида на гидроксихлорден, который синтезируют по реакции хлордена с диоксидом селена в уксусной кислоте. Образовавшийся ацетат гидроксихлордена далее омыляют до гидроксихлордена. Этот метод используют для получения чистого гептахлора в лабораторных условиях.

## Применение
Гептахлор раньше применялся в качестве сильного инсектицида контактного действия против насекомых-вредителей кукурузы, всходов подсолнечника, некоторых зерновых культур (сорго), сахарного тростника и свёклы, термитов, муравьёв, трипсов, долгоносиков, проволочников, личинок майского и июньского жуков, как на возделываемых, так и на невозделываемых участках. В некоторых случаях применялся посредством фумигации. В концентрациях, характерных для инсектицидного применения, он не фитотоксичен, не обладает гербицидными свойствами. Гептахлор не только защищает всходы от повреждения насекомыми, но и стимулирует всхожесть семян. Также использовался как протравитель семян. Помимо этого, гептахлор — отличный почвенный инсектицид, однако он долго сохраняется в почве и растениях и постепенно переходит в свой эпоксид, отличающийся несколько большей токсичностью для теплокровных животных, чем сам гептахлор.
В настоящее время, в соответствии со Стокгольмской конвенцией от 23 мая 2001 года, имеет глобальный запрет на производство, применение и реализацию. 
В России запрещен с 1986 г. По нормативам, действующим в России, наличие остаточных количеств гептахлора в пищевых продуктах и кормах сельско-хозяйственных животных не допускается.

### Форма выпуска
- Сухие смеси, дусты, гранулированные порошки (смеси с различными инсектицидами и протравителями)
- Эмульсии, растворы (в органических растворителях и маслах)
- Смачивающиеся порошки[7].

## Эффективность гептахлора как пестицида
Гептахлор наиболее эффективен в борьбе против многих видов жуков-вредителей и их личинок, в частности: майского, июньского жуков, щелкунов, хрущей, чернотелок, долгоносиков. Гептахлор является весьма эффективным средством в борьбе с серым свекловичным долгоносиком, против которого недостаточно эффективны хлорированные терпены и гексахлоран. Обладает также акарицидным свойством. Это один из инсектицидов, эффективных против домашних насекомых (тараканов, термитов и муравьёв).

## Токсикология
Резко возбуждает, а затем угнетает нервную систему, оказывает токсическое действие на ряд органов и систем; всасывается через кожу, является липофильным соединением. Высококумулятивный инсектицид. Особенно опасен аэрозоль, содержащий технический гептахлор.
LD50 технического гептахлора (опыты проведены на мышах):
| Компоненты технического гептахлора | LD50 в мг/кг (перорально) | LD50 в мг/кг (аэрозоль) |
| ---------------------------------- | ------------------------- | ----------------------- |
| Хлордан (технический)              | 300                       | 12-25                   |
| Транс-хлордан                      | 1100                      | 90-95                   |
| Цис-хлордан                        | 500-600                   | 45-47                   |
| Нонахлор                           | 400                       | 29-40                   |
| Гептахлор (чистый)                 | 60-90                     | 20-25                   |

### Острое отравление
У животных — тремор, учащение дыхания, приступы клонико-тонических судорог, нарастающая мышечная слабость. При вдыхании — слюнотечение, рвота, непроизвольные отправления, появление гнойных выделений из глаз и носа. По мере развития и усиления интоксикации — прогрессирующее падение щёлочного резерва крови, сочетающееся с развитием негазового ацидоза обменного характера. Гептахлор вызывает снижение положительных условных рефлексов. Вдыхание технического гептахлора (содержащего 4—6 % гексахлорциклопентадиена) в виде дуста при концентрации 0,15 мг/л. и экспозиции 4 ч вызвало гибель кошек на 1—11 сутки и части крыс на 14—19 сутки. Во время экспозиции — слюнотечение, рвота, мочеиспускание. Гибель после приступов клонико-тонических судорог. При 0,001 мг/л у кошек наблюдались изменения условнорефлекторной деятельности, падение резервной щёлочности и карбоангидразной активности крови. На вскрытии — венозное полнокровие, очаги эмфиземы и ателектаза в лёгких. Микроскопически: в коре головного мозга — хроматолиз, кариолиз к кариоцитолиз отдельных нервных клеток или их групп; в сердце — мутное набухание, очаговые кровоизлияния; в почках — очаговые кровоизлияния, отёк клубочков, дистрофия эпителия извитых канальцев; в печени — воспалительные изменения, белковая и жировая дистрофия.
Человек. При повторном воздействии гептахлора в концентрации порядка тысячных долей миллиграмма на литр у части работающих на протравке семян, опрыскивании плантаций свёклы отмечены небольшой зуд и гиперемия кожи, головные боли, тошнота, снижение аппетита, некоторое урежение пульса, небольшое снижение кровяного давления. Концентрации гептахлора в воздухе при протравливании семян достигают 0,005 мг/л, а при опрыскивания полей — порядка тысячных и сотых долей миллиграмма на литр. На руках работающих обнаруживается 0,09—0,26 мг гептахлора на 1 см2 кожи.

### Действие на кожу
Чистый продукт вызывает у человека лёгкий зуд и покраснение, а технический гептахлор в виде 20 % раствора в подсолнечном масле сильно раздражает кожу вплоть до появления эрозии и серозно-геморрагических корок с восстановлением на 20—25 день. Всасывается через кожу. Однократное нанесение 10 % и 20 % раствора технического гептахлора в подсолнечном масле в дозе 1 г/кг вызывает гибель подопытных кроликов и морских свинок. Дозы 250, 500 (кролики) и 500 мг/кг (морские свинки) вызывают гибель части животных, а ежедневная аппликация на кожу кроликов 25 мг/кг приводит к гибели всех животных на 8—20 день.

### Превращения в организме и выделение
В организме теплокровных (собаки, крысы) гептахлор окисляется по двойной связи в пятичленном кольце с образованием эпоксида. Этот продукт откладывается в жировой клетчатке, в меньшей мере — в печени, почках, мышцах, но не в мозге. При скармливании крысам гептахлора накопление эпоксида достигало стабильного уровня через 2—4 недели. Отношения количества введенного гептахлора к его эпоксиду, накопленному в жире у самок крыс, составляет 6:1, а у самцов 1:1. Эпоксид выделяется с молоком коров, при этом устойчивый уровень выделения эпоксида достигается через 9 дней. У рыб стабилизация уровня достигается на 56 день. При введении в желудок крыс 120 мг/кг гептахлора через 0,5—1 ч он обнаруживается во всех тканях, а через 4 ч находят и его эпоксид в крови, печени и жировой ткани; в последней он определяется ещё в течение 3—6 месяцев. При однократном введении гептахлор и его метаболиты выделяются преимущественно через кишечник.

## Меры предосторожности
В случае необходимости контакта с гептахлором в производственных условиях для защиты органов дыхания — респираторы типа У-2-К, Ф-62Ш, «Новый промышленный противогаз», промышленный противогаз марки А с фильтром (в случае наличия паров и аэрозоля гептахлора и его примесей). Комбинезоны на плотной бумажной ткани (молескин); перчатки, плотно охватывающие запястье; защитные очки; специальная накидка с капюшоном для сигнальщиков; сапоги или бахилы. Строгое соблюдение мер личной гигиены. Запрещение курения и еды во время работы (места для приема пищи должны располагаться не ближе чем в 100 метрах от места работы). Мытьё рук 5 % раствором питьевой соды. Спецодежду после работы сдавать в специально отведенные помещения и стирать не реже 1 раза в неделю. При производстве гептахлора — изолированное расположение отдельных процессов и особо опасных операций, дистанционное управление, надлежащая вентиляция. Медицинские, предварительные и периодические осмотры работающих в контакте с гептахлором. Строгое соблюдение правил перевозки, хранения, применения, обезвреживания остатков, тары и спецодежды итд. К работе в контакте с гептахлором и его производными не должны допускаться беременные и кормящие женщины, а также лица, не достигшие 18 лет.
Предельно допустимая концентрация 0,01 мг/м3. Наличие гептахлора в пищевых продуктах не допускается; в воде водоёмов не должно быть больше 0,05 мг/л. Ограничение содержания загрязняющих примесей в гептахлоре в том числе гексахлорциклопентадиена, до 2 %. Продолжительность однократной работы не более 4 часов в день, а возобновление работы на площадях, обработанных гептахлором, не раньше, чем через 2 недели.